# Indigofera trigonelloides
Indigofera trigonelloides là một loài thực vật có hoa trong họ Đậu. Loài này được Jaub. & Spach miêu tả khoa học đầu tiên.